# Palmoli

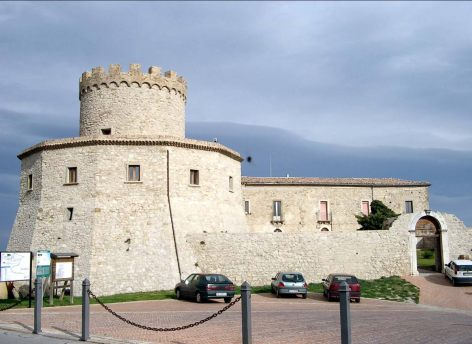
Castello Marchesale in Palmoli

Palmoli ist eine italienische Gemeinde (comune) mit 815 Einwohnern (Stand 31. Dezember 2023) in der Provinz Chieti in den Abruzzen. Die Gemeinde liegt etwa 56,5 Kilometer südöstlich von Chieti und gehört zur Comunità montana Medio Vastese.

## Weinbau
In der Gemeinde werden Reben der Sorte Montepulciano für den DOC-Wein Montepulciano d’Abruzzo angebaut.